# NGC 4244
NGC 4244 (ou Caldwell 26) est une galaxie spirale vue par la tranche, relativement rapprochée et située dans la constellation des Chiens de chasse. NGC 4244 a été découverte par l'astronome germano-britannique William Herschel en 1787.

## Caractéristiques
La classe de luminosité de NGC 4244 est III-IV et elle présente une large raie HI. Elle renferme également des régions d'hydrogène ionisé.

### Distance
Sa vitesse par rapport au fond diffus cosmologique est de 496 ± 18 km/s. 
La base de données NASA/IPAC indique cependant que la distance de Hubble ne n'applique pas (N/A), mais 27 mesures indépendantes du décalage vers le rouge (redshift) nous donnent une distance de 4,101 ± 1,441 Mpc (∼13,4 millions d'al),.

### Brillance de surface
En raison d'une brillance de surface égale à 14,15 mag/am2, on peut qualifier NGC 4244 de galaxie à faible brillance de surface (LSB en anglais pour low surface brightness). Les galaxies LSB sont des galaxies diffuses (D) avec une brillance de surface inférieure de moins d'une magnitude à celle du ciel nocturne ambiant.

## Groupe de NGC 4631
Selon A.M. Garcia, NGC 4244 fait partie d'un groupe de galaxies qui compte au moins 14 membres, le groupe de NGC 4631. Les autres membres sont NGC 4150, NGC 4163, NGC 4190, NGC 4214, NGC 4308, NGC 4395, NGC 4631, NGC 4656, IC 779, MCG 6-28-0, UGC 7605, UGC 7698, UGCA 276.
Selon Abraham Mahtessian, quatre des galaxies de ce groupe (NGC 4163, NGC 4190, NGC 4214 et NGC 4244) font partite du groupe de NGC 4214, la galaxie la plus brillante. Mahtessian mentionne aussi l'appartenance de NGC 4395 au groupe de NGC 4631, mais il n'y figure que cinq galaxies. En plus de NGC 4935, de NGC 4631 et de NGC 4656, deux autres galaxies non présentent dans la liste de Garcia y figurent, soit NGC 4509 et NGC 4627 qui occupent les deux dernières rangées du tableau.

## Galerie

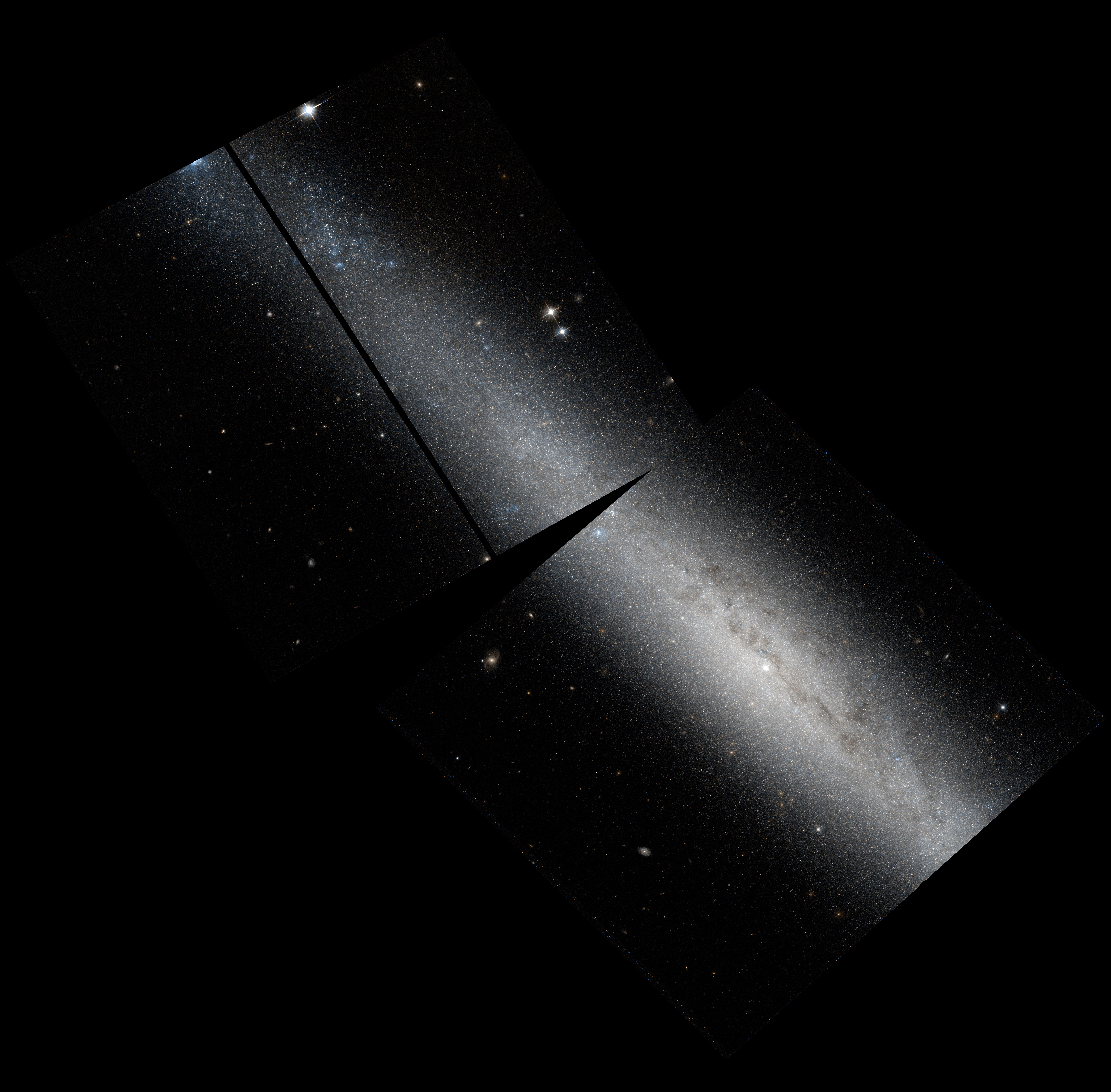
Autre version de NGC 4244 par le télescope spatial Hubble.
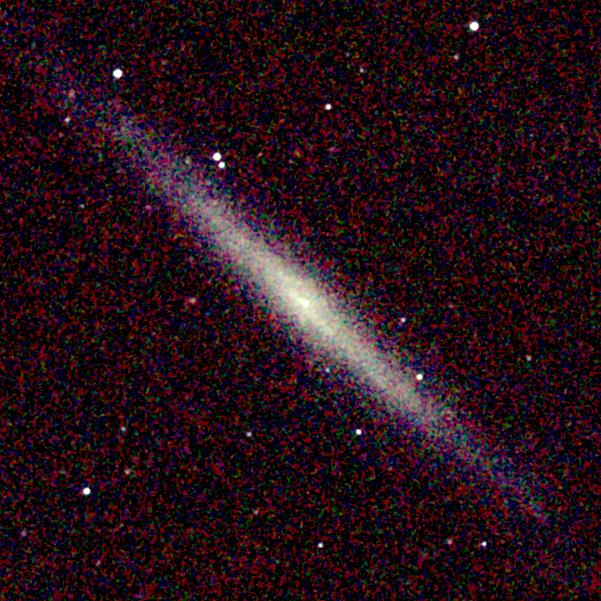
NGC 4244 par le relevé 2MASS.
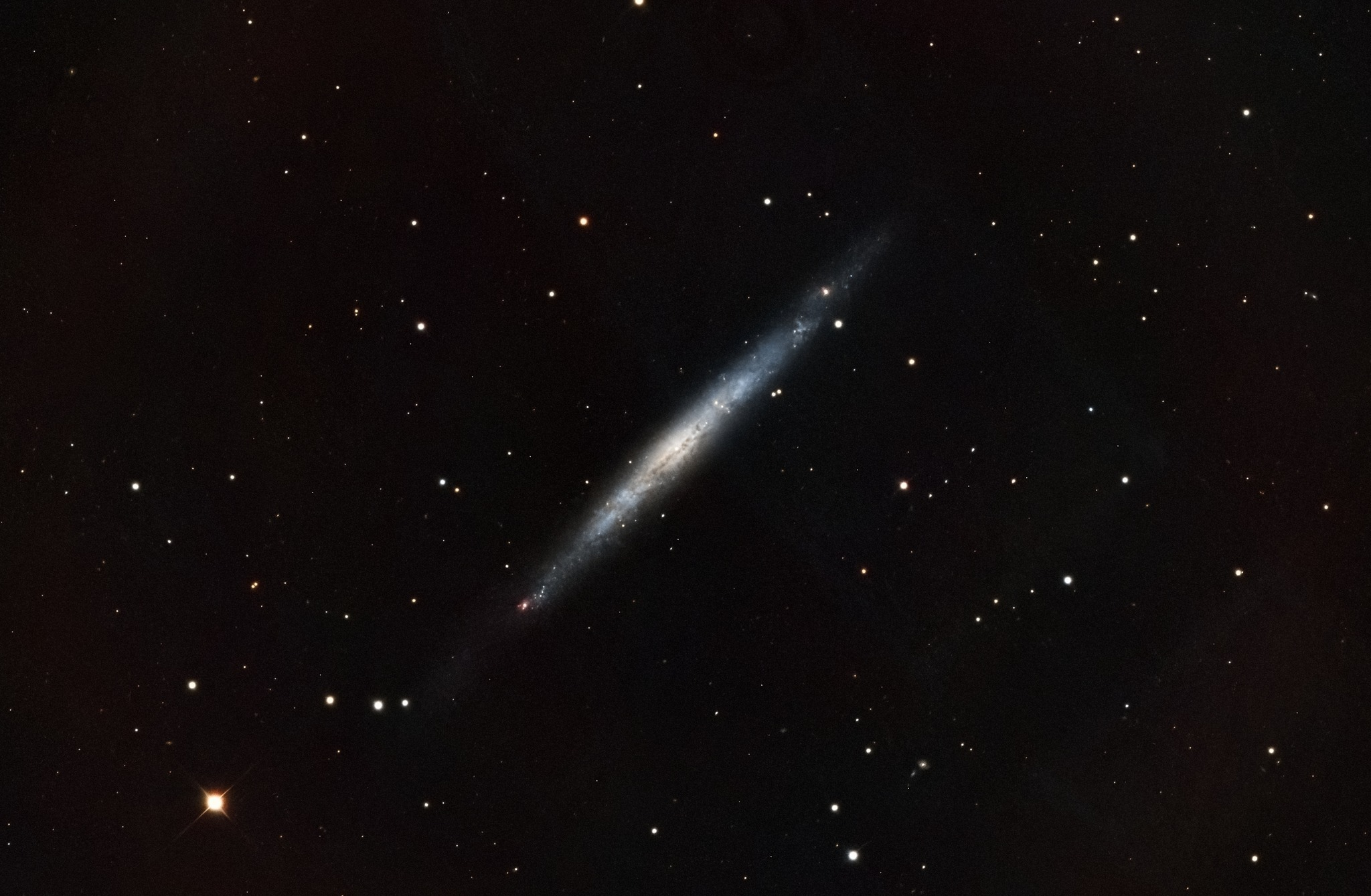
NGC 4244 imagée par un astronome amateur (astrophotographie).
Autre version de NGC 4244 imagée par le télescope spatial Hubble.